# Базарный переулок (Владикавказ)
Базарный переулок — переулок во Владикавказе, Северная Осетия, Россия. Переулок располагается в Иристонском муниципальном округе Владикавказа между улицами Гостиева и Тамаева.
Переулок сформировался во второй половине XIX века. Впервые отмечен под современным наименованием в списке улиц Владикавказа от 1891 года. Упоминается под этим же названием в Перечне улиц, площадей и переулков от 1925 года.

## Источник
- Владикавказ. Карта города, изд. РиК, Владикавказ, 2011
- Кадыков А. Н., Улицы, переулки, площади и проспекты г. Владикавказа: справочник, изд. Респект, Владикавказ, 2010, стр. 29, ISBN 978-5-905066-01-6
- Торчинов В. А., Владикавказ., Краткий историко-краеведческий справочник, Владикавказ, Северо-Осетинский научный центр, 1999, стр. 91, ISBN 5-93000-005-0